# 第16回ロサンゼルス映画批評家協会賞
第16回ロサンゼルス映画批評家協会賞は、ロサンゼルス映画批評家協会によって1990年の映画に贈られた映画賞である。1990年12月16日に発表され、1991年1月16日に授賞式が行われた。

## 受賞
- 主演男優賞: 
  - ジェレミー・アイアンズ – 運命の逆転

- 主演女優賞:
  - アンジェリカ・ヒューストン – ジム・ヘンソンのウィッチズ、グリフターズ/詐欺師たち

- 撮影賞:
  - ミヒャエル・バルハウス - グッドフェローズ

- 監督賞: 
  - グッドフェローズ – マーティン・スコセッシ

- ドキュメンタリー賞: 
  - パリ、夜は眠らない。

- 作品賞:
  - グッドフェローズ

- 外国映画賞:
  - 素顔の貴婦人 ( フランス)

- アニメ映画賞
  - ビアンカの大冒険 ゴールデン・イーグルを救え!

- 音楽賞: 
  - 坂本龍一、リチャード・ホロウィッツ - シェルタリング・スカイ

- 脚本賞:
  - 運命の逆転 - ニコラス・カザン

- 助演男優賞: 
  - ジョー・ペシ - グッドフェローズ

- 助演女優賞: 
  - ロレイン・ブラッコ - グッドフェローズ